# Paddenkopagamen
Paddenkopagamen (Phrynocephalus) zijn een geslacht van hagedissen die behoren tot de familie agamen (Agamidae).

## Naam en indeling
De verschillende soorten worden padhagedissen of paddenkopagamen genoemd vanwege de stompe en gedrongen, pad-achtige kop. Ze moeten niet verward worden met de soorten uit het geslacht padhagedissen (Phrynosoma), die tot de familie Phrynosomatidae behoren en niet tot de agamen.
De wetenschappelijke naam van de groep werd voor het eerst voorgesteld door Johann Jakob Kaup in 1825. De wetenschappelijke geslachtsnaam Phrynocephalus betekent vrij vertaald 'paddenkop'; phryno = pad en cephalus = kop.
Er 31 soorten maar het soortenaantal verandert regelmatig. De soort Phrynocephalus sakoi werd pas in 2015 wetenschappelijk beschreven. Vroeger waren er ruim 50 soorten, maar veel hiervan bleken mengvormen (hybriden) te zijn tussen de verschillende soorten en worden niet langer als soort erkend.

## Uiterlijke kenmerken
Paddenkopagamen blijven in vergelijking met andere agamen erg klein. De soorten bereiken een kopromplengte van ongeveer zes tot elf centimeter. De fraaie paddenkopagame (Phrynocephalus ornatus) wordt ongeveer drie tot vier centimeter lang exclusief de staart. De staart is bij alle soorten iets langer dan het lichaam, de staart kan worden opgekruld als het dier
De kop is bijna rond van vorm en erg kort. Op de kop en nek ontbreken kammen. De trommelvliezen zijn niet zichtbaar omdat ze onder schubben zijn gelegen. De oogleden dragen wimper-achtige schubben om het zand buiten te houden. De neusgaten zijn bij veel soorten zeer nauw om dezelfde reden. De poten zijn lang en dun, onder de poten en de anus zijn geen femoraalporiën aanwezig. Langs de vingers en tenen zijn aan weerszijden franje-achtige schubben aanwezig om het pootoppervlak te vergroten. Ook dit is een aanpassing aan het leven in zanderige gebieden.

## Levenswijze

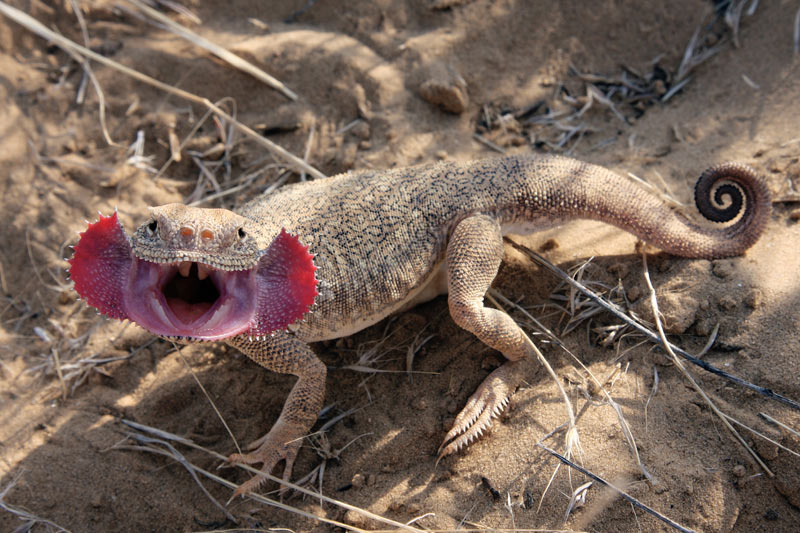
Dreiggedrag van de baard-paddenkopagame.

Alle soorten zijn goede gravers die zelf holen graven of die van andere dieren bewonen. Bij verstoring kunnen ze zich razendsnel in het zand verstoppen. Er zijn ook soorten die dreiggedrag vertonen. Veel soorten gaan hierbij hoog op de poten staan, krullen hun staart en maken sissende geluiden. De baard-paddenkopagame (Phrynocephalus mystaceus) kent een extreme vorm van imponeergedrag waarbij de wangen letterlijk worden opengeklapt zodat het dier een enorme bek lijkt te hebben.
De meeste paddenkopagamen zijn eierleggend, de eieren worden begraven in het zand. Enkele soorten zijn bergbewoners waar het te koud is voor de eieren om uit te komen en dergelijke soorten, zoals de himalaya-paddenkopagame (Phrynocephalus theobaldi), brengen levende jongen ter wereld.

## Verspreiding en habitat
Alle soorten komen voor in delen van oostelijk Europa, Azië en het Midden-Oosten. De agamen leven in de landen Afghanistan, Armenië, Azerbeidzjan, China, Irak, Iran, Jordanië, Kirgizië, Kazachstan, Mongolië, Oezbekistan, Oman, Pakistan, Qatar, Rusland, Saoedi-Arabië, Tadzjikistan, Tibet, Turkmenistan, Turkije en de Verenigde Arabische Emiraten.
De habitat bestaat voornamelijk uit halfwoestijnen zoals steppen en deels uit echt hete woestijnen. Daarnaast komen de soorten voor in graslanden en scrubland. Sommige soorten zijn bergbewoners; de himalaya-paddenkopagame komt voor op een hoogte van 4000 tot 5000 meter boven zeeniveau. Het is hiermee een van de hoogst levende reptielen ter wereld.

## Beschermingsstatus
Door de internationale natuurbeschermingsorganisatie IUCN is aan 22 soorten een beschermingsstatus toegewezen. Zestien soorten worden gezien als 'veilig' (Least Concern of LC), drie soorten als 'kwetsbaar' (Vulnerable of VU) en één soort als 'bedreigd' toegewezen (Endangered of EN). Twee soorten ten slotte staan te boek als 'ernstig bedreigd' (Critically Endangered of CR).

## Soorten
Het geslacht omvat de volgende soorten, met de auteur en het verspreidingsgebied.
| Naam                                               | Auteur                                                                     | Verspreidingsgebied |
| -------------------------------------------------- | -------------------------------------------------------------------------- | --- |
| Phrynocephalus ahvazicus                           | Melnikov, Melnikova, Nazarov, Rajabizadeh, Al-Johany, Amr & Ananjeva, 2014 | Iran |
| Phrynocephalus ananjevae                           | Melnikov, Melnikova, Nazarov & Rajabizadeh, 2013                           | Iran |
| Arabische paddenkopagame (Phrynocephalus arabicus) | Anderson, 1894                                                             | Saoedi-Arabië, Qatar, Verenigde Arabische Emiraten, Oman, Iran, Jordanië, mogelijk in Irak                                   |
| Phrynocephalus axillaris                           | Blanford, 1875                                                             | Turkmenistan, Mongolië, Tibet, China                                                                                         |
| Phrynocephalus clarkorum                           | Anderson & Leviton, 1967                                                   | Afghanistan, Pakistan |
| Phrynocephalus erythrurus                          | Zugmayer, 1909                                                             | China |
| Phrynocephalus euptilopus                          | Alcock & Finn, 1897                                                        | Afghanistan, Pakistan |
| Phrynocephalus forsythii                           | Anderson, 1872                                                             | China |
| Phrynocephalus frontalis                           | Strauch, 1876                                                              | China |
| Phrynocephalus golubewii                           | Shenbrot & Semyonov, 1990                                                  | Turkmenistan |
| Phrynocephalus guttatus                            | Gmelin, 1789                                                               | Rusland, Kazachstan, Oezbekistan, Turkmenistan, China, Mongolië                                                              |
| Zonaanbidder (Phrynocephalus helioscopus)          | Pallas, 1771                                                               | Kazachstan, Rusland, Turkmenistan, Oezbekistan, Kirgizië, Tadzjikistan, Turkije, Irak, China, Iran, Mongolië                 |
| Phrynocephalus interscapularis                     | Lichtenstein, 1856                                                         | Turkmenistan, Kazachstan, Oezbekistan, Iran, Afghanistan                                                                     |
| Phrynocephalus lutensis                            | Kamali & Anderson, 2015                                                    | Iran |
| Phrynocephalus luteoguttatus                       | Boulenger, 1887                                                            | Afghanistan, Pakistan |
| Gevlekte paddenkopagame (Phrynocephalus maculatus) | Anderson, 1872                                                             | Iran, Turkmenistan, Syrië, Jordanië, Irak, Pakistan, Afghanistan, Saoedi-Arabië, Oman, Verenigde Arabische Emiraten, Koeweit |
| Baard-paddenkopagame (Phrynocephalus mystaceus)    | Pallas, 1776                                                               | Rusland, Kazachstan, Turkmenistan, Tadzjikistan, Oezbekistan, Kirgizië, Iran, Afghanistan, China                             |
| Fraaie paddenkopagame (Phrynocephalus ornatus)     | Boulenger, 1887                                                            | Afghanistan, Iran, Pakistan                                                                                                  |
| Phrynocephalus persicus                            | De Filippi, 1863                                                           | Iran, Turkije, Azerbeidzjan, Armenië                                                                                         |
| Phrynocephalus przewalskii                         | Strauch in Prjevalski, 1876                                                | China |
| Phrynocephalus putjatai                            | Bedriaga, 1909                                                             | China |
| Phrynocephalus raddei                              | Boettger, 1888                                                             | Turkmenistan, Oezbekistan, Tadzjikistan, Iran, Afghanistan                                                                   |
| Phrynocephalus reticulatus                         | Eichwald, 1831                                                             | Oezbekistan, Turkmenistan, India, mogelijk in Kazachstan                                                                     |
| Phrynocephalus roborowskii                         | Bedriaga, 1906                                                             | China |
| Phrynocephalus rossikowi                           | Nikolsky, 1898                                                             | Turkmenistan, Oezbekistan |
| Phrynocephalus sakoi                               | Melnikov, Melnikova, Nazarov, Al-Johany & Ananjeva, 2015                   | Oman |
| Phrynocephalus scutellatus                         | Olivier, 1807                                                              | Afghanistan, Iran, Pakistan                                                                                                  |
| Phrynocephalus strauchi                            | Nikolsky, 1899                                                             | Tadzjikistan, Oezbekistan, Kirgizië                                                                                          |
| Himalaya-paddenkopagame (Phrynocephalus theobaldi) | Blyth, 1863                                                                | Turkmenistan, India, Nepal, China, Tibet                                                                                     |
| Phrynocephalus versicolor                          | Strauch, 1876                                                              | China, Rusland, Mongolië |
| Phrynocephalus vlangalii                           | Strauch, 1876                                                              | China |